# 117 Lomia
117 Lomia è un grande asteroide della Fascia principale. Ha una superficie scura e una composizione carboniosa primitiva.
Lomia fu scoperto il 12 settembre 1871 da Alphonse Louis Nicolas Borrelly all'osservatorio di Marsiglia (Francia). L'origine del nome è sconosciuta, si tratta forse di un'errata trascrizione di Lamia, nella mitologia greca amante di Zeus. L'etimologia riporta comunque a una specie di limone dolce.
Finora sono state osservate solo due occultazioni di Lomia, nel 2000 e nel 2003.